# Мамедов Абульфат Гейдар-огли
Абульфат Гейдар огли Маме́дов (1898, Бакинська губернія, тепер Азербайджан — 1957, місто Баку, тепер Азербайджан) — радянський діяч, голова Азербайджанської республіканської ради профспілок, народний комісар землеробства Азербайджанської РСР. Член ЦК КП(б) Азербайджану. Член ЦВК Азербайджанської РСР. Депутат Верховної Ради СРСР 1-го скликання (1937—1938).

## Біографія
Член РКП(б) з 1920 року.
З 1920 року — на господарській роботі в Азербайджанській РСР.
Закінчив Всесоюзну Промислову академію імені Сталіна.
У листопаді 1934 — серпні 1935 року — директор Бакинського текстильного комбінату імені Леніна.
У серпні 1935 — 1937 року — голова Азербайджанської республіканської ради профспілок.
У 1937 — квітні 1938 року — народний комісар землеробства Азербайджанської РСР.
У квітні — червні 1938 року — заступник начальника ватерного цеху Бакинського текстильного комбінату імені Леніна.
29 червня 1938 року заарештований органами НКВС за звинуваченням у керівництві «Запасним правотроцькістським центром контрреволюційної націоналістичної організації». Як і інші арештанти у цій справі, зазнав тортур і побиття, у зв'язку з чим був змушений визнати висунуте проти нього звинувачення. Виключений з членів ВКП(б). У 1939 році відмовився від своїх показань. Після цього справа кілька разів поверталася на додаткове слідство.
У 1940 році засуджений вироком військового трибуналу Закавказького військового округу на 10 років виправно-трудових таборів з конфіскацією майна. У 1955 році ухвалою Військової Колегії Верховного Суду СРСР реабілітований.
Помер у Баку в 1957 році, похований на Алеї почесного поховання.